# Carolina Patrocínio
Carolina Vieira de Almeida Patrocínio Sousa Uva (Lisboa, 27 de maio de 1987), mais conhecida por Carolina Patrocínio, é uma apresentadora de televisão portuguesa.

## Carreira
Estudou no St. Julian's School, prosseguindo os estudos no curso de Comunicação Social e Cultural, na Universidade Católica Portuguesa, em Lisboa. Posteriormente, completou o mestrado em Media e Jornalismo na mesma instituição.
Estreando-se como apresentadora no programa dos sábados de manhã Disney Kids na SIC, o seu percurso incluiu, em seguida, a coapresentação dos programas Tá a Gravar e XXS, com Pedro Ramos, e TGV, com João Manzarra, sempre na SIC. Posteriormente, conduziu a rubrica O Mundo de Carolina do programa da SIC Fama Show. Desde 2014 integra o grupo de apresentadoras do programa da Fama Show.
Em setembro de 2015, lançou o livro "Stay Active", onde fala sobre os seus hábitos diários de treino e das modalidades de que mais gosta.

## Televisão

### Como apresentadora
| Ano                | Programa                                             | Notas                                                   | Canal                 |
| 2004 - 2008        | Disney Kids                                          | Apresentadora, com Francisco Garcia                     | SIC                   |
| 2008               | Tá a Gravar                                          | Apresentadora, com Pedro Miguel Ramos                   | SIC                   |
| 2009               | Tá a Gravar: Verão (2009)                            | Apresentadora, com Pedro Miguel Ramos                   | SIC                   |
| 2009               | TGV - Todos Gostam do Verão                          | Apresentadora, com João Manzarra                        | SIC                   |
| 2010               | XXS - Extra Extra Small                              | Apresentadora, com Pedro Miguel Ramos                   | SIC                   |
| 2010 - 2014        | Fama Show                                            | Apresentadora da rubrica "O Mundo de Carolina"          | SIC                   |
| 2013 - 2014        | O Mundo de Carolina                                  | Apresentadora                                           | SIC Caras             |
| 2014 - presente    | Fama Show                                            | Apresentadora                                           | SIC                   |
| 2015               | 20 Anos 20 Fotos                                     | Apresentadora                                           | SIC Caras             |
| 2016               | “Rock in Rio Lisboa” (Edição Especial)               | Apresentadora                                           | SIC Caras             |
| 2017               | “The Oscares Opening Ceremony” (Edição Especial)     | Apresentadora                                           | SIC Caras             |
| 2019               | XXIV Gala dos Globos de Ouro - Passadeira Vermelha   | Apresentadora                                           | SIC                   |
| 2020 - presente    | What's Up? TV                                        | Apresentadora                                           | SIC Mulher            |
| 2021 / 2022        | Estamos em Casa                                      | Apresentadora                                           | SIC                   |
| 2021 / 2022 / 2023 | É Bom Fazer o Bem                                    | Apresentadora                                           | SIC / SIC Mulher      |
| 2022               | Jubileu de Platina da Rainha Isabel II               | Repórter                                                | SIC / SIC Caras       |
| 2022               | Rock in Rio Lisboa                                   | Apresentadora, com Jani Gabriel                         | SIC Mulher/ SIC Caras |
| 2022               | Festival da Comida Continente                        | Apresentadora                                           | SIC                   |
| 2022               | Festa de Verão SIC                                   | Apresentadora                                           | SIC                   |
| 2023               | XXVII Gala dos Globos de Ouro - Passadeira Vermelha  | Apresentadora                                           | SIC                   |
| 2024               | Rock in Rio Lisboa                                   | Apresentadora                                           | SIC Mulher/ SIC Caras |
| 2024               | XXVIII Gala dos Globos de Ouro - Passadeira Vermelha | Apresentadora                                           | SIC/ SIC Caras        |
| 2024               | Até Sempre, Marco Paulo                              | Apresentadora                                           | SIC                   |
| 2024               | Passadeira Vermelha                                  | Apresentadora substituta, na ausência de Liliana Campos | SIC Caras/ SIC        |

### Outros
- 2013 - Splash! Celebridades (Concorrente)
- 2020 - 5 para a Meia Noite (Convidada)
- 2023 - Vale Tudo (Convidada Especial)

## Campanhas publicitárias
| Ano  | Nome                            | Marca/Instituição                                 |
| 2017 | Jogos e Acessórios              | Playstation                                       |
| 2016 | Linha Fatos de Banho            | ROS Beachwear                                     |
| 2014 | Colecção Resort                 | Loja das Joias                                    |
| 2014 | “Dar está-‐lhe no sangue”       | Instituto Português do Sangue e da Transplantação |
| 2011 | “Bebida Solidária”              | Vitalis e Sic Esperança                           |
| 2011 | “Prova que é possível”          | Coca-‐Cola                                        |
| 2010 | “Um Euro para alimentar a Vida” | MEGA HITS                                         |
| 2009 | -‐                              | Veet                                              |
| 2009 | “Regresso às aulas”             | Staples                                           |

## Livro
| Ano  | Nome        | Editora                       |
| 2015 | Stay Active | Penguin Random House-‐Editora |

## Vida pessoal
É casada com Gonçalo Uva, licenciado em Direito, pela Universidade Católica Portuguesa e jogador da Seleção Nacional de Raguebi, desde 6 de julho de 2013. Foi mãe de Diana Patrocínio Uva, no dia 26 de março de 2014 (10 anos) no Hospital da Luz Lisboa às 17h01. No dia 16 de fevereiro de 2016 (9 anos) foi mãe de Frederica Patrocínio Uva no Hospital da Luz de Lisboa às 21h32. A 28 de março de 2018 (6 anos) foi mãe de Carolina Patrocínio Uva no Hospital da Luz de Lisboa às 15h38. No dia 20 de abril de 2020 (4 anos), no Hospital da Luz de Lisboa, nasceu Eduardo Patrocínio Uva. 